# Mouvement d'intégration régionale
Le Mouvement d'intégration régional (Movimiento Integración Regional) est un parti politique colombien.

## Historique
Aux élections législatives de 2006, il obtient 4 députés sur 166, et aucun sénateurs.